# National Basketball League (Estats Units)
La National Basketball League fou una lliga professional de bàsquet dels Estats Units.
S'inicià l'any 1937 amb 13 equips. Comptà amb el suport de tres grans corporacions empresarials General Electric, Firestone i Goodyear Tire and Rubber Company, i estigué basada, principalment, a la regió dels Grans llacs, amb equips de petites ciutats i de corporacions empresarials. L'any 1949 la NBL s'uní a la Basketball Association of America i formaren l'actual NBA.
Actualment, cinc equips de l'NBA tenen les seves arrels en aquesta competició. Tres d'ells s'uniren a l'NBA l'any 1948: Minneapolis Lakers (actualment Los Angeles Lakers), Rochester Royals (actualment Sacramento Kings) i Fort Wayne Pistons (actualment Detroit Pistons). Dos més s'hi uniren l'any 1949: Tri-Cities Blackhawks (actualment Atlanta Hawks) i Syracuse Nationals (actualment Philadelphia 76ers).

## Historial
- 1937-38: Akron Goodyear Wingfoots 2-1 Oshkosh All-Stars
- 1938-39: Akron Firestone Non-Skids 3-2 Oshkosh All-Stars
- 1939-40: Akron Firestone Non-Skids 3-2 Oshkosh All-Stars
- 1940-41: Oshkosh All-Stars 3-0 Sheboygan Redskins
- 1941-42: Oshkosh All-Stars 2-1 Fort Wayne Pistons
- 1942-43: Sheboygan Redskins 2-1 Fort Wayne Pistons
- 1943-44: Fort Wayne Pistons 3-0 Sheboygan Redskins
- 1944-45: Fort Wayne Pistons 3-2 Sheboygan Redskins
- 1945-46: Rochester Royals 3-0 Sheboygan Redskins
- 1946-47: Chicago American Gears 3-2 Rochester Royals
- 1947-48: Minneapolis Lakers 3-1 Rochester Royals
- 1948-49: Anderson Packers 3-0 Oshkosh All-Stars

## Franquícies
- Akron Firestone Non-Skids (1937-41)
- Akron Goodyear Wingfoots (1937-42)
- Anderson Duffey Packers (1946-49)
- Buffalo Bisons (1937-38)
- Chicago Bruins (1939-42)
- Chicago Studebaker Flyers (1942-43)
- Chicago American Gears (1944-47)
- Cleveland Chase Brassmen (1943-44)
- Cleveland Allmen Transfers (1944-46)
- Columbus Athletic Supply (1938-39)
- Dayton Metropolitans (1937-38)
- Dayton Rens (1948-49)
- Denver Nuggets (1948-49) club diferent a l'actual
- Detroit Eagles (1939-41)
- Detroit Gems (1946-47)
- Detroit Vagabond Kings/Dayton Rens (1948-49)
- Flint Dow A.C.'s/Midland Dow A.C.'s (1947-48)
- Fort Wayne General Electrics (1937-38)
- Fort Wayne Zollner Pistons (1941-48)
- Hammond Ciesar All-Americans (1938-41)
- Hammond Calumet Buccaneers (1948-49)
- Indianapolis Kautskys (1937-48)
- Kankakee Gallagher Trojans (1937-38)
- Minneapolis Lakers (1947-48)
- Oshkosh All-Stars (1937-49)
- Pittsburgh Pirates (1937-39)
- Pittsburgh Raiders (1944-45)
- Richmond King Clothiers/Cincinnati Comellos (1937-38)
- Rochester Royals (1945-48)
- Sheboygan Redskins (1938-49)
- Syracuse Nationals (1946-49)
- Toledo Jim White Chevrolets (1941-43)
- Toledo Jeeps (1946-48)
- Tri-Cities Blackhawks (1946-49)
- Warren Penns (1937-38)
- Cleveland White Horses (1938-39)
- Waterloo Hawks (1948-49)
- Whiting Ciesar All-Americans (1937-38)
- Youngstown Bears (1945-47)

## Línia del temps
| 1937-38                                     | 1938-39                      | 1939-40                      | 1940-41                      | 1941-42                     | 1942-43                     | 1943-44                    | 1944-45                    | 1945-46                    | 1946-47                    | 1947-48                             | 1948-49                            |
| Akron Firestone Non-Skids                   | Akron Firestone Non-Skids    | Akron Firestone Non-Skids    | Akron Firestone Non-Skids    |                             | Chicago Studebaker Flyers   | Cleveland Chase Brassmen   | Cleveland Allmen Transfers | Cleveland Allmen Transfers | Anderson Duffey Packers    | Anderson Duffey Packers             | Anderson Duffey Packers            |
| ------------------------------------------- | ---------------------------- | ---------------------------- | ---------------------------- | --------------------------- | --------------------------- | -------------------------- | -------------------------- | -------------------------- | -------------------------- | ----------------------------------- | ---------------------------------- |
| Akron Goodyear Wingfoots                    | Akron Goodyear Wingfoots     | Akron Goodyear Wingfoots     | Akron Goodyear Wingfoots     | Akron Goodyear Wingfoots    |                             |                            | Chicago American Gears     | Chicago American Gears     | Chicago American Gears     | Flint Dow A.C.'s/Midland Dow A.C.'s | Dayton Rens                        |
| Buffalo Bisons                              | Columbus Athletic Supply     | Chicago Bruins               | Chicago Bruins               | Chicago Bruins              |                             |                            | Pittsburgh Raiders         |                            | Detroit Gems               | Minneapolis Lakers                  | Denver Nuggets                     |
| Dayton Metropolitans                        | Cleveland White Horses       | Detroit Eagles               | Detroit Eagles               | Fort Wayne Zollner Pistons  | Fort Wayne Zollner Pistons  | Fort Wayne Zollner Pistons | Fort Wayne Zollner Pistons | Fort Wayne Zollner Pistons | Fort Wayne Zollner Pistons | Fort Wayne Zollner Pistons          | Detroit Vagabond Kings/Dayton Rens |
| Fort Wayne General Electrics                | Hammond Ciesar All-Americans | Hammond Ciesar All-Americans | Hammond Ciesar All-Americans | Toledo Jim White Chevrolets | Toledo Jim White Chevrolets |                            |                            | Rochester Royals           | Rochester Royals           | Rochester Royals                    | Hammond Calumet Buccaneers         |
| Indianapolis Kautskys                       | Indianapolis Kautskys        | Indianapolis Kautskys        | Indianapolis Kautskys        | Indianapolis Kautskys       | Indianapolis Kautskys       | Indianapolis Kautskys      | Indianapolis Kautskys      | Indianapolis Kautskys      | Indianapolis Kautskys      | Indianapolis Kautskys               | Waterloo Hawks                     |
| Kankakee Gallagher Trojans                  |                              |                              |                              |                             |                             |                            |                            |                            | Syracuse Nationals         | Syracuse Nationals                  | Syracuse Nationals                 |
| Oshkosh All-Stars                           |                              |                              |                              |                             |                             |                            |                            |                            |                            |                                     |                                    |
| Pittsburgh Pirates                          | Pittsburgh Pirates           |                              |                              |                             |                             |                            |                            |                            | Toledo Jeeps               | Toledo Jeeps                        |                                    |
| Richmond King Clothiers/Cincinnati Comellos |                              |                              |                              |                             |                             |                            |                            |                            | Tri-Cities Blackhawks      | Tri-Cities Blackhawks               | Tri-Cities Blackhawks              |
| Sheboygan Redskins                          |                              |                              |                              |                             |                             |                            |                            |                            |                            |                                     |                                    |
| Warren Penns                                |                              |                              |                              |                             |                             |                            |                            | Youngstown Bears           | Youngstown Bears           |                                     |                                    |
| Whiting Ciesar All-Americans                |                              |                              |                              |                             |                             |                            |                            |                            |                            |                                     |                                    |
| 13                                          | 9                            | 8                            | 8                            | 8                           | 6                           | 5                          | 7                          | 8                          | 12                         | 11                                  | 10                                 |

## Campions, líders i premis
| 1937-38 | Akron Goodyear Wingfoots   | Lefty Byers       | 2-1 | Oshkosh All-Stars          | George Hotchkiss           | Leroy Edwards    | Oshkosh All-Stars           | 16.2 | Leroy Edwards    | Oshkosh All-Stars           | Robert Kessler        | Indianapolis Kautskys    | Lefty Byers        | Akron Goodyear Wingfoots   |                    |
| 1938-39 | Akron Firesotone Non-Skids | Paul Sheeks       | 3-2 | Oshkosh All-Stars          | George Hotchkiss           | Leroy Edwards    | Oshkosh All-Stars           | 11.9 | Leroy Edwards    | Oshkosh All-Stars           | Jewell Young          | Indianapolis Kautskys    | Paul Sheeks        | Akron Firesotone Non-Skids |                    |
| 1939-40 | Akron Firesotone Non-Skids | Paul Sheeks       | 3-2 | Oshkosh All-Stars          | George Hotchkiss           | Leroy Edwards    | Oshkosh All-Stars           | 12.9 | Leroy Edwards    | Oshkosh All-Stars           | Ben Stephens          | Akron Goodyear Wingfoots | Paul Sheeks        | Akron Firesotone Non-Skids |                    |
| 1940-41 | Oshkosh All-Stars          | George Hotchkiss  | 3-0 | Sheboygan Red Skins        | Frank Zummach              | Ben Stephens     | Akron Goodyear Wingfoots    | 11.0 | Ben Stephens     | Akron Goodyear Wingfoots    | Ediie Sadowski        | Indianapolis Kautskys    | George Hotchkiss   | Oshkosh All-Stars          |                    |
| 1941-42 | Oshkosh All-Stars          | Lon Darling       | 2-1 | Fort Wayne Zollner Pistons | Carl Bennet                | Chuck Chuckovits | Toledo Jim White Chevrolets | 18.5 | Chuck Chuckovits | Toledo Jim White Chevrolets | George Glamack        | Akron Goodyear Wingfoots | Lon Darling        | Oshkosh All-Stars          |                    |
| 1942-43 | Sheboygan Red Skins        | Carl Roth         | 2-1 | Fort Wayne Zollner Pistons | Carl Bennet                | Bobby McDermott  | Fort Wayne Zollner Pistons  | 13.7 | Bobby McDermott  | Fort Wayne Zollner Pistons  | Ken Buehler           | Sheboygan Red Skins      | Carl Roth          | Sheboygan Red Skins        |                    |
| 1943-44 | Fort Wayne Zollner Pistons | Bobby McDermott   | 3-0 | Sheboygan Red Skins        | Carl Roth                  | Mel Riebe        | Cleveland Chase Brassmen    | 17.9 | Bobby McDermott  | Fort Wayne Zollner Pistons  | Mel Riebe             | Cleveland Chase Brassmen | Bobby McDermott    | Fort Wayne Zollner Pistons |                    |
| 1944-45 | Fort Wayne Zollner Pistons | Bobby McDermott   | 3-2 | Sheboygan Red Skins        | Dutch Dehnert              | Mel Riebe        | Cleveland Allmen Transfers  | 20.2 | Bobby McDermott  | Fort Wayne Zollner Pistons  | Stan Patrick          | Chicago American Gears   | Bobby McDermott    | Fort Wayne Zollner Pistons |                    |
| 1945-46 | Rochester Royals           | Eddie Malanowicz  | 3-0 | Sheboygan Red Skins        | Dutch Dehnert              | Bob Carpenter    | Oshkosh All-Stars           | 13.9 | Bobby McDermott  | Fort Wayne Zollner Pistons  | Red Holzman           | Rochester Royals         | Eddie Malanowicz   | Rochester Royals           |                    |
| 1946-47 | Chicago American Gears     | Bobby McDermott   | 3-1 | Rochester Royals           | Eddie Malanowicz           | Al Cervi         | Rochester Royals            | 14.4 | Bob Davies       | Rochester Royals            | Fred Lewis            | Sheboygan Red Skins      | Lon Darling        | Oshkosh All-Stars          |                    |
| 1947-48 | Minneapolis Lakers         | John Kundla       | 3-1 | Rochester Royals           | Eddie Malanowicz           | George Mikan     | Minneapolis Lakers          | 21.3 | George Mikan     | Minneapolis Lakers          | Mike Todorovich       | Sheboygan Red Skins      | Murray Mendenhall  | Anderson Duffey Packers    |                    |
| 1948-49 | Anderson Duffey Packers    | Murray Mendenhall | 3-0 | Oshkosh All-Stars          | Gene Englund & Eddie Riska | Don Otten        | Tri-Cities Blackhawks       | 14.0 |                  | Don Otten                   | Tri-Cities Blackhawks | Dolph Schayes            | Syracuse Nationals | Al Cervi                   | Syracuse Nationals |

## Palmarés
| Equip                      | Campionats | Campionats | Subcampionats | Subcampionats       | Finals |
| -------------------------- | ---------- | ---------- | ------------- | ------------------- | ------ |
| Oshkosh All-Stars          | 2          | 1941 1942  | 4             | 1938 1939 1940 1949 | 6      |
| Fort Wayne Zollner Pistons | 2          | 1944 1945  | 2             | 1942 1943           | 4      |
| Akron Firesotone Non-Skids | 2          | 1939 1940  |               |                     | 2      |
| Sheboygan Red Skins        | 1          | 1943       | 4             | 1941 1944 1945 1946 | 5      |
| Rochester Royals           | 1          | 1946       | 2             | 1947 1948           | 3      |
| Akron Goodyear Wingfoots   | 1          | 1938       |               |                     | 1      |
| Chicago American Gears     | 1          | 1947       |               |                     | 1      |
| Minneapolis Lakers         | 1          | 1948       |               |                     | 1      |
| Anderson Duffey Packers    | 1          | 1949       |               |                     | 1      |

| Jugador/Entrenador | Equip                       | Màxim Anotador | Màxim Anotador | Millor jugador | Millor jugador      | Millor debutant | Millor debutant | Millor entrenador | Millor entrenador | Total |
| ------------------ | --------------------------- | -------------- | -------------- | -------------- | ------------------- | --------------- | --------------- | ----------------- | ----------------- | ----- |
| Bobby McDermott    | Fort Wayne Zollner Pistons  | 1              | 1943           | 4              | 1943 1944 1945 1946 |                 |                 | 2                 | 1944 1945         | 7     |
| Leroy Edwards      | Oshkosh All-Stars           | 3              | 1938 1939 1940 | 3              | 1938 1939 1940      |                 |                 |                   |                   | 6     |
| Ben Stephens       | Akron Goodyear Wingfoots    | 1              | 1941           | 1              | 1941                | 1               | 1940            |                   |                   | 3     |
| Mel Riebe          | Cleveland Chase Brassmen    | 2              | 1944 1945      |                |                     | 1               | 1944            |                   |                   | 3     |
| Paul Sheeks        | Akron Firesotone Non-Skids  |                |                |                |                     |                 |                 | 2                 | 1939 1940         | 2     |
| Chuck Chuckovits   | Toledo Jim White Chevrolets | 1              | 1942           | 1              | 1942                |                 |                 |                   |                   | 2     |
| George Mikan       | Minneapolis Lakers          | 1              | 1948           | 1              | 1948                |                 |                 |                   |                   | 2     |
| Lon Darling        | Oshkosh All-Stars           |                |                |                |                     |                 |                 | 2                 | 1942 1947         | 2     |
| Al Cervi           | Rochester Royals            | 1              | 1947           |                |                     |                 |                 | 1                 | 1949              | 2     |
| Don Otten          | Tri-Cities Blackhawks       | 1              | 1949           | 1              | 1949                |                 |                 |                   |                   | 2     |
| Robert Kessler     | Indianapolis Kautskys       |                |                |                |                     | 1               | 1938            |                   |                   | 1     |
| Lefty Byers        | Akron Goodyear Wingfoots    |                |                |                |                     |                 |                 | 1                 | 1938              | 1     |
| Jewell Young       | Indianapolis Kautskys       |                |                |                |                     | 1               | 1939            |                   |                   | 1     |
| Ediie Sadowski     | Indianapolis Kautskys       |                |                |                |                     | 1               | 1941            |                   |                   | 1     |
| George Hotchkiss   | Oshkosh All-Stars           |                |                |                |                     |                 |                 | 1                 | 1941              | 1     |
| George Glamack     | Akron Goodyear Wingfoots    |                |                |                |                     | 1               | 1942            |                   |                   | 1     |
| Ken Buehler        | Sheboygan Red Skins         |                |                |                |                     | 1               | 1943            |                   |                   | 1     |
| Carl Roth          | Sheboygan Red Skins         |                |                |                |                     |                 |                 | 1                 | 1943              | 1     |
| Stan Patrick       | Chicago American Gears      |                |                |                |                     | 1               | 1945            |                   |                   | 1     |
| Bob Carpenter      | Oshkosh All-Stars           | 1              | 1946           |                |                     |                 |                 |                   |                   | 1     |
| Red Holzman        | Rochester Royals            |                |                |                |                     | 1               | 1946            |                   |                   | 1     |
| Eddie Malanowicz   | Rochester Royals            |                |                |                |                     |                 |                 | 1                 | 1946              | 1     |
| Bob Davies         | Rochester Royals            |                |                | 1              | 1947                |                 |                 |                   |                   | 1     |
| Fred Lewis         | Sheboygan Red Skins         |                |                |                |                     | 1               | 1947            |                   |                   | 1     |
| Mike Todorovich    | Sheboygan Red Skins         |                |                |                |                     | 1               | 1948            |                   |                   | 1     |
| Murray Mendenhall  | Anderson Duffey Packers     |                |                |                |                     |                 |                 | 1                 | 1948              | 1     |
| Dolph Schayes      | Syracuse Nationals          |                |                |                |                     | 1               | 1949            |                   |                   | 1     |